# Каликант западный
Каликант западный (лат. Calycanthus occidentalis) — вид цветковых растений, входящий в род Каликант (Calycanthus) семейства Каликантовые (Calycanthaceae).

## Распространение и экология
Естественный ареал вида охватывает запад Северной Америки от Калифорнии до юга Британской Колумбии. Опыляются жуками-блестянками.

## Ботаническое описание
Раскидистый, рыхло ветвящийся кустарник с прутьевидными ветвями. Молодые ветви опушённые; годовалые — голые, оливково-зелёные или коричневатые, слегка блестящие и иногда несколько гранистые; чечевички малозаметные, на старых ветвях серые.
Почки острые, черноватые. Листья удлинённо яйцевидные до продолговато-ланцетных, длиной 1,2—20 см, шириной 5—8 см, острые или заострённые на верхушке, с закруглённым или слабо сердцевидным основанием, сверху блестящие, зелёные, снизу светло- или жёлто-зелёные, рассеянно опушённые или голые. Черешки длиной до 0,8 см.
Цветки диаметром 5—7 см, кирпично-красные, с кислым запахом.
Плоды яйцевидно-колокольчатые, не суженные у зева, длиной 4—5 см.
Цветение в июне — июле.